# 打鍼術

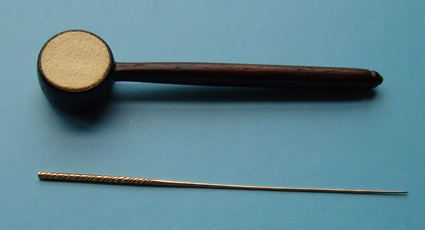
意斎流打針槌

打鍼術（だしんじゅつ）とは、御薗意斎によって発案された鍼（治療につかう針）の刺入法。小さな槌をつかって、五寸釘のような太い鍼を刺す。
現代では先の丸い鍼を使い、刺さずに治療する打鍼術が考案されている。

## 概要
江戸中期以降は、管鍼を使う杉山流が大きく流行し、御薗流（意斎流）の鍼は衰退してゆく。柳谷素霊によって、実用化された打鍼術も夢分流によるものであるが、柳谷自身が、腹部のみで治療するという考え方を持っておらず、古代九鍼や『霊枢』の五刺・九刺など、多くある刺入法の一つとしか見ていない。
柳谷素霊以降、柳谷の弟子達による打鍼術の再利用化がはぐくまれたが、頓挫してしまった。
現代では、腹部打鍼を実用化するために、鍼の尖端を極端に丸めた専用の鍼の発案などが行われている。決してメジャーな刺入方法ではなくなったが、現代でもこの手法を用いている鍼灸師は存在する。打鍼術を重要視している流派もあるほどで、衰退するには至っていないのが現状である。

## 治療
他の刺入法とちがって、鍼が太いので、本来はごく浅い刺入しかしなかったのではないかと推測される。後述する夢分流とことなり、御薗流（意斎流）の鍼は、身体各所に行っていたようで、管で細い鍼を刺入する杉山流と比べると相当痛い。
夢分流の鍼は、腹部を中心に鍼治療を行う。それは五臓六腑の経絡が腹部を流れており、そこを整えれば五臓六腑すべてひいては全身の調整が可能であるという考え方により腹部を中心とした治療となる。